# Jõelähtme (rzeka)
Jõelähtme, Raasiku, Jõelehtme – rzeka w Estonii, w prowincji Harju o długości 46 km. Powierzchnia dorzecza wynosi 321 km². Rzeka ma źródło we wsi Rasivere i uchodzi do Jägali.
W rzece obecne są pstrąg potokowy i salmo trutta.

## Linki zewnętrzne

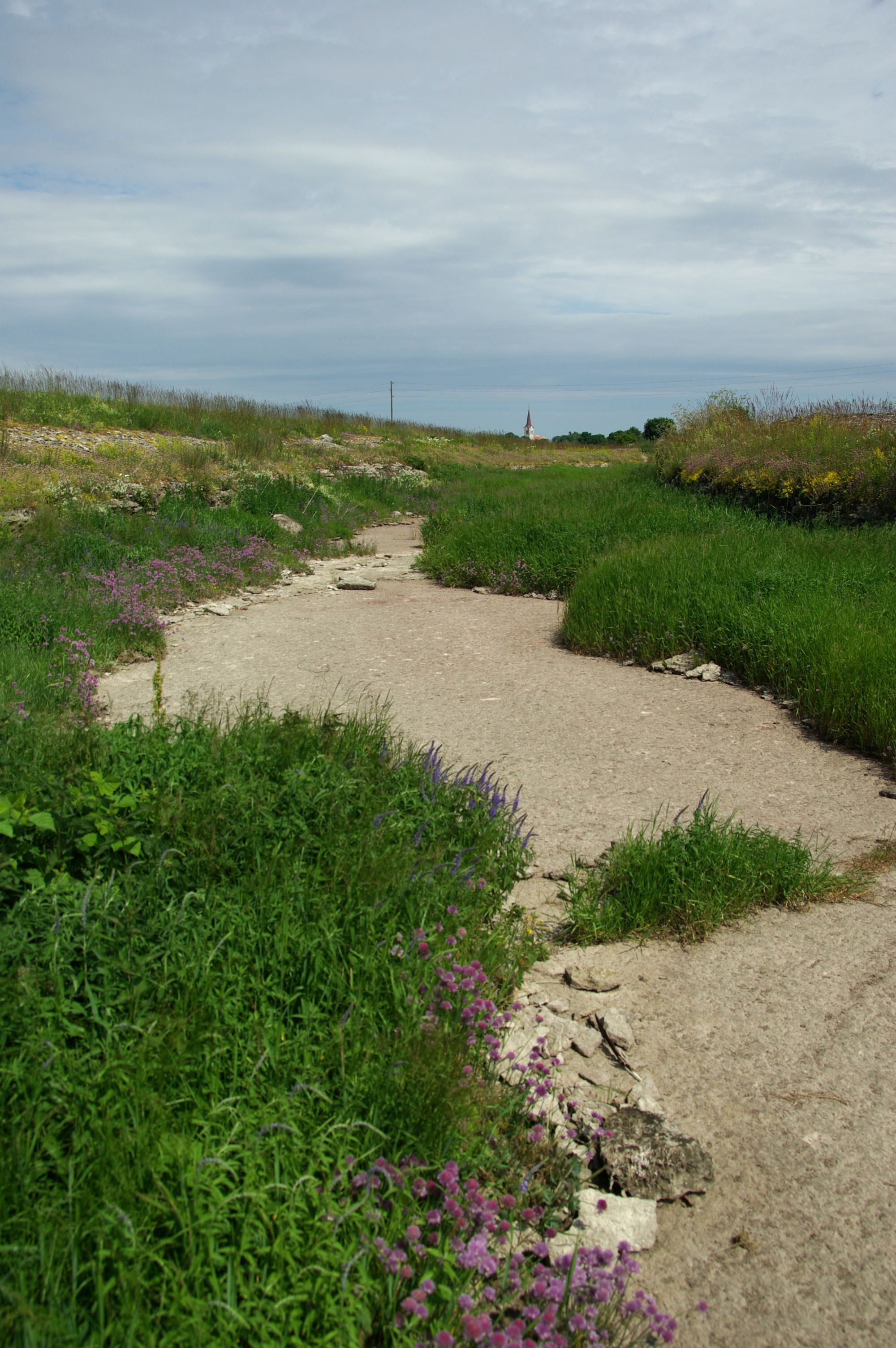
Koryto rzeki w Kostivere